# Cleymans & Van Geel
Cleymans & Van Geel is een Belgisch zangduo, bestaande uit Jelle Cleymans en Jonas Van Geel.
Het duo richtte in 2003 de coverband Mannen op de Baan op, waarmee zij Nederlandstalige pop- en rocksongs brachten uit zowel Nederland als Vlaanderen. Vanaf 2012 gingen zij verder onder de naam Cleymans & Van Geel. In april 2020 verscheen het eerste album van Cleymans & Van Geel, dat op nummer 1 belandde van de Vlaamse albumlijst. Sindsdien treden ze niet meer op als coverband, maar brengen ze voornamelijk eigen nummers. 
In 2021 deed het duo (samen met Tourist LeMC, Ronny Mosuse, Emma Bale, Geike Arnaert, Bert Ostyn en Willy Sommers) mee aan het zevende seizoen van Liefde voor Muziek. Hun bewerking van En route, een nummer van Tourist LeMC, was succesvol in de Vlaamse hitlijsten. In juni 2022 brachten Cleymans & Van Geel een tweede studioalbum uit: We kunnen ons redden. Hun derde album, Morgen beter, verscheen in maart 2024 en kwam in de Ultratop 200 Albums binnen op nummer 1.

## Discografie

### Albums
| Album met hitnotering(en) in de Vlaamse Ultratop 200 albums | Datum van verschijnen | Datum van binnenkomst | Hoogste positie | Aantal weken | Opmerkingen |
| ----------------------------------------------------------- | --------------------- | --------------------- | --------------- | ------------ | ----------- |
| Cleymans & Van Geel                                         | 03-04-2020            | 11-04-2020            | 1 (1wk)         | 62           |             |
| We kunnen ons redden                                        | 17-06-2022            | 25-06-2022            | 2               | 28           |             |
| Morgen beter                                                | 01-03-2024            | 09-03-2024            | 1 (1wk)         | 9            |             |

### Singles (hitnoteringen)
| Single met hitnotering(en) in de Vlaamse Ultratop 50 | Datum van verschijnen | Datum van binnenkomst | Hoogste positie | Aantal weken | Opmerkingen                                        |
| ---------------------------------------------------- | --------------------- | --------------------- | --------------- | ------------ | -------------------------------------------------- |
| Aan de liefde ten onder                              | 08-11-2019            | 28-12-2019            | 47              | 2            | Nr. 4 in de Vlaamse Top 50                         |
| Tijgers                                              | 14-02-2020            | 18-04-2020            | 37              | 5            | Nr. 3 in de Vlaamse Top 50                         |
| Señorita                                             | 06-07-2020            | 25-07-2020            | 28              | 9            | Nr. 4 in de Vlaamse Top 50                         |
| Heimwee                                              | 16-10-2020            | 31-10-2020            | tip1            | -            | Nr. 6 in de Vlaamse Top 50                         |
| Als een leeuw in een kooi                            | 15-02-2021            | 20-02-2021            | tip12           | -            | Uit Liefde voor muziek Nr. 12 in de Vlaamse Top 50 |
| En route                                             | 22-02-2021            | 27-02-2021            | 22              | 11           | Uit Liefde voor muziek Nr. 3 in de Vlaamse Top 50  |
| Gulzig                                               | 01-03-2021            | 06-03-2021            | tip             | -            | Uit Liefde voor muziek                             |
| Feest                                                | 15-03-2021            | 20-03-2021            | tip             | -            | Uit Liefde voor muziek                             |
| Geen excuses                                         | 22-03-2021            | 27-03-2021            | tip             | -            | Uit Liefde voor muziek                             |
| En jij voor mij                                      | 29-03-2021            | 03-04-2021            | tip             | -            | Uit Liefde voor muziek                             |
| Olivia                                               | 17-06-2022            | 02-07-2022            | 47              | 2            | Nr. 11 in de Vlaamse Top 30                        |
| Anders                                               | 02-02-2024            | 17-02-2024            | 50              | 1            | Nr. 8 in de Vlaamse Top 30                         |

### Overige singles
- We kunnen ons redden (2022) (Nr. 8 in de Vlaamse Top 30)
- Nu ben je vrij (2022) (Nr. 14 in de Vlaamse Top 30)
- Tot de zon opkomt (2023) (Nr. 22 in de Vlaamse Top 30)
- Vannacht (2023) (Nr. 13 in de Vlaamse Top 30)
- Morgen beter (2024) (Nr. 6 in de Vlaamse Top 30)